# Seawards the Great Ships
Seawards the Great Ships é um filme em curta-metragem britânico de 1961 dirigido e escrito por Hilary Harris, John Grierson e Cliff Hanley. Venceu o Oscar de melhor curta-metragem em live action na edição de 1962.

## Elenco
- Kenneth Kendall
- Bryden Murdoch